# 甘水 (亞利桑那州皮馬縣)
甘水（英語：Sweetwater）是位於美國亞利桑那州皮馬縣的一個非建制地區。該地的面積和人口皆未知。

## 地理
甘水的座標為31°57′39″N 112°35′03″W / 31.96083°N 112.58417°W，而該地的平均海拔高度為639米（即2096英尺）。